# Amblychaeta
Amblychaeta is een geslacht van vliegen (Brachycera) uit de familie van de sluipvliegen (Tachinidae). De wetenschappelijke naam van het geslacht is voor het eerst geldig gepubliceerd in 1934 door John Merton Aldrich.

## Soorten
- Amblychaeta picticornis Aldrich, 1934